# 림포카인
림포카인(영어: lymphokine)은 사이토카인의 부분집합으로, 림프구에 의해 생성된다. 이들은 T세포에 의해 생성되는 단백질 중재자로, 세포 사이의 신호전달을 통해 면역계 반응을 지시한다. 림포카인은 감염부위로 대식세포와 다른 림프구를 유도하고 면역 반응을 일으키도록 활성화시키는 등의 많은 역할을 한다. 순환하는 림프구들은 림포카인의 아주 작은 양도 감지할 수 있고 농도 구배를 따라 면역 반응을 필요로 하는 곳으로 이동한다. 림포카인은 B세포가 항체를 생성하도록 도와준다.
주요한 림포카인들은 보조 T 세포에 의해 분비되는데, 그 종류는 다음과 같다.
- 인터루킨 2
- 인터루킨 3
- 인터루킨 4
- 인터루킨 5
- 인터루킨 6
- 과립구 대식세포 콜로니 자극 인자
- 인터페론 감마